# Gladiolus lewisiae
Gladiolus lewisiae är en irisväxtart som beskrevs av Anna Amelia Obermeyer. Gladiolus lewisiae ingår i släktet sabelliljor, och familjen irisväxter. Inga underarter finns listade i Catalogue of Life.